# Stazione di Napoli Porta Nolana
La stazione di Napoli Porta Nolana è una stazione della ferrovia Circumvesuviana.
La stazione, situata nei pressi della vicina Porta Nolana, porta questo nome solo dal 2003; in precedenza si chiamava semplicemente Napoli, ma ci si riferiva ad essa anche come Napoli Terminale.

## Storia
La stazione fu aperta all'esercizio nel 1843, come capolinea napoletano della linea per Caserta denominata "Stazione Regia", costruita immediatamente a nord della stazione della società Bayard, capolinea della ferrovia per Salerno. Le due stazioni, per dare una continuità di viaggio, erano collegate da un binario di raccordo, in modo che chi provenisse da sud o da nord potesse tranquillamente proseguire per la direzione opposta.
In seguito alla concentrazione delle due linee ferroviarie nella nuova stazione di Napoli Centrale (1867), la stazione di Porta Nolana e la stazione Bayard persero la loro funzione di capolinea passeggeri e furono declassate a impianti di servizio.
Nel 1890 la gestione della stazione passò alla Società Anonima Ferrovia Napoli–Ottaviano (la futura Circumvesuviana), costituita quell'anno con sede a Napoli, che realizzò la linea Napoli–Ottaviano, inaugurata il 18 novembre 1890 e il 9 febbraio 1891 prolungata fino a San Giuseppe Vesuviano, per una lunghezza di 23,232 km a binario singolo, scartamento ridotto e trazione a vapore, la prima di una vasta rete.
Nel 1901, anno nel quale la "Società Anonima Ferrovia Napoli–Ottaviano" cambiò denominazione in Strade Ferrate Secondarie Meridionali (SFSM), la linea originaria venne prolungata fino a Sarno; nel 1904, con la realizzazione di una nuova direttrice lungo la costa che da Napoli attraversava popolosi comuni quali quelli di Portici, Ercolano, Torre del Greco, Torre Annunziata e Pompei, fino a innestarsi sulla linea Napoli-Sarno all'altezza di Poggiomarino, completando così l'anello ideale intorno al Vesuvio e dando vita alla vera e propria Circumvesuviana.
Nel 1937 la stazione divenne il capolinea anche della ferrovia Napoli-Nola-Baiano che nel 1880 era stata concessa all'ingegner Giovanni Frontini, il quale cedette successivamente la concessione alla società belga Chemin de Fer de Naples-Nola-Bajano et Extensions, costituita a Bruxelles nel 1883. La linea ferroviaria, che aveva il suo capolinea a Porta Capuana, fu inaugurata nel 1884, a binario unico, scartamento ridotto e trazione a vapore tra Napoli e Nola e venne terminata nel 1885 con l'arrivo definitivo a Baiano. 
Con scritture private del 18 e 28 dicembre 1936 la società belga, nel frattanto andata in liquidazione, cedette la concessione della linea alla Strade Ferrate Secondarie Meridionali (SFSM), con effetto dal 16 maggio 1937. 
Con l'acquisto da parte della SFSM la linea venne ammodernata con l'abbandono dell'antico tracciato tra Porta Capuana e Poggioreale, consentendo l'abolizione di ben 14 passaggi a livello e l'attestamento del capolinea presso la stazione "Regia", terminale delle altre linee della Strade Ferrate Secondarie Meridionali. Anche la stazione di Napoli venne completamente ammodernata modificando l'antico fabbricato viaggiatori con una sistemazione nella quale risultavano felicemente fusi lo stile classico con il moderno.
Il fabbricato viaggiatori originario, risalente all'epoca borbonica, venne abbattuto all'inizio degli anni 1970 e sostituito dall'attuale, costruito dal 1972 al 1975 su progetto di Giulio De Luca e Arrigo Marsiglia e venne inaugurata alla presenza dell'allora Presidente del Consiglio dei ministri Aldo Moro l'8 giugno 1975.

## Strutture e impianti

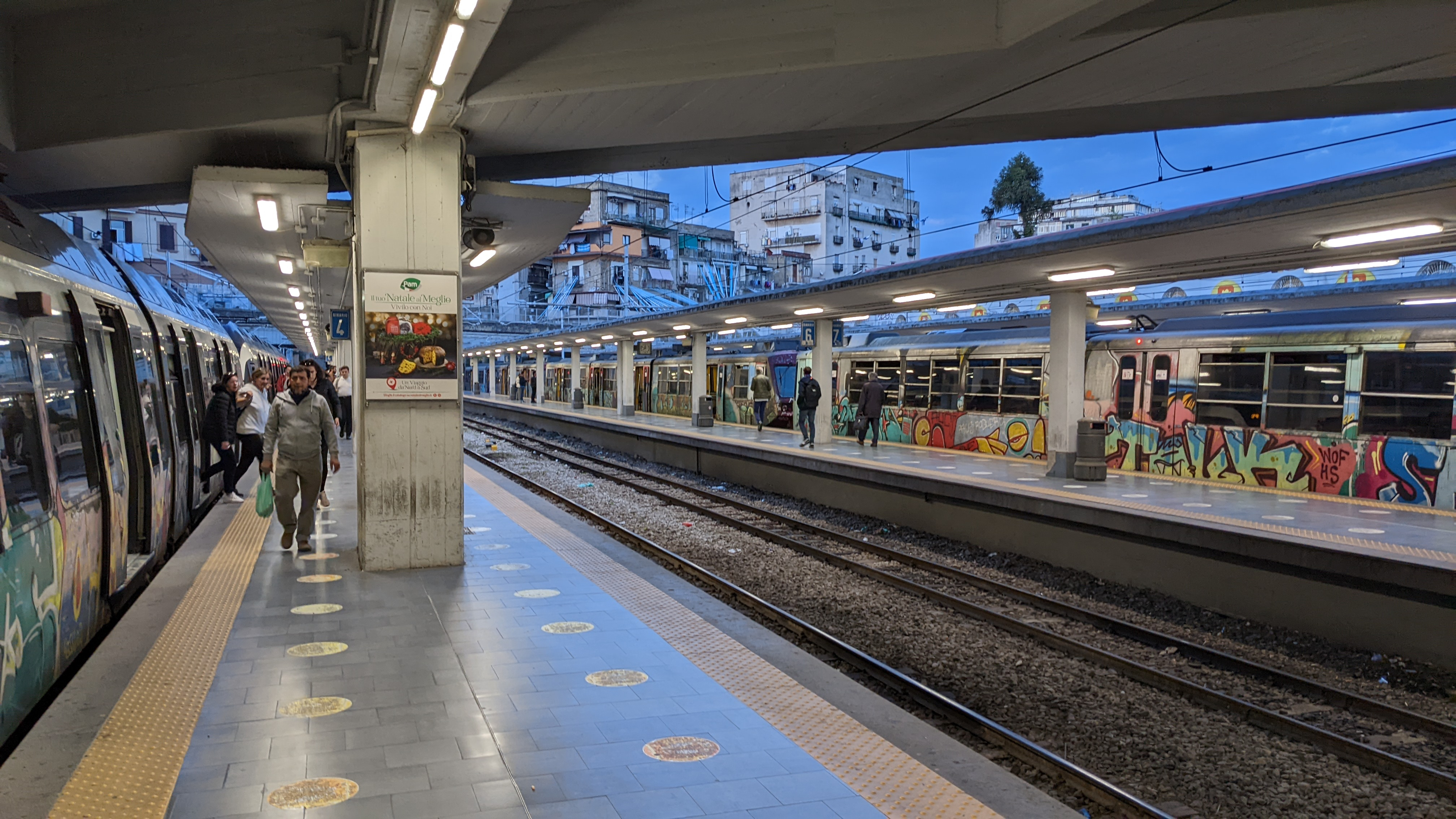
Banchine

La stazione di Napoli Porta Nolana ha 13 binari tronchi tutti dedicati al traffico passeggeri (la Circumvesuviana infatti non ha mai avuto servizio merci), oltre ad una piccola rimessa per il ricovero di elettrotreni momentaneamente non utilizzati.
La struttura è in calcestruzzo armato con una copertura a sbalzo, e travi di calcestruzzo a vista che sporgono fino ad un certo punto, per poi innervarsi nella copertura. Sulla copertura è posto un piano in calcestruzzo armato, collegato a un palazzo vetrato che ospita i vari servizi ed uffici della sede principale dell'EAV. La stazione si compone di due corpi principali: una torre per uffici e l’edificio viaggiatori, con la torre per uffici, incuneata nel complesso isolato urbano, arretrata e decentrata rispetto al fronte principale della stazione.

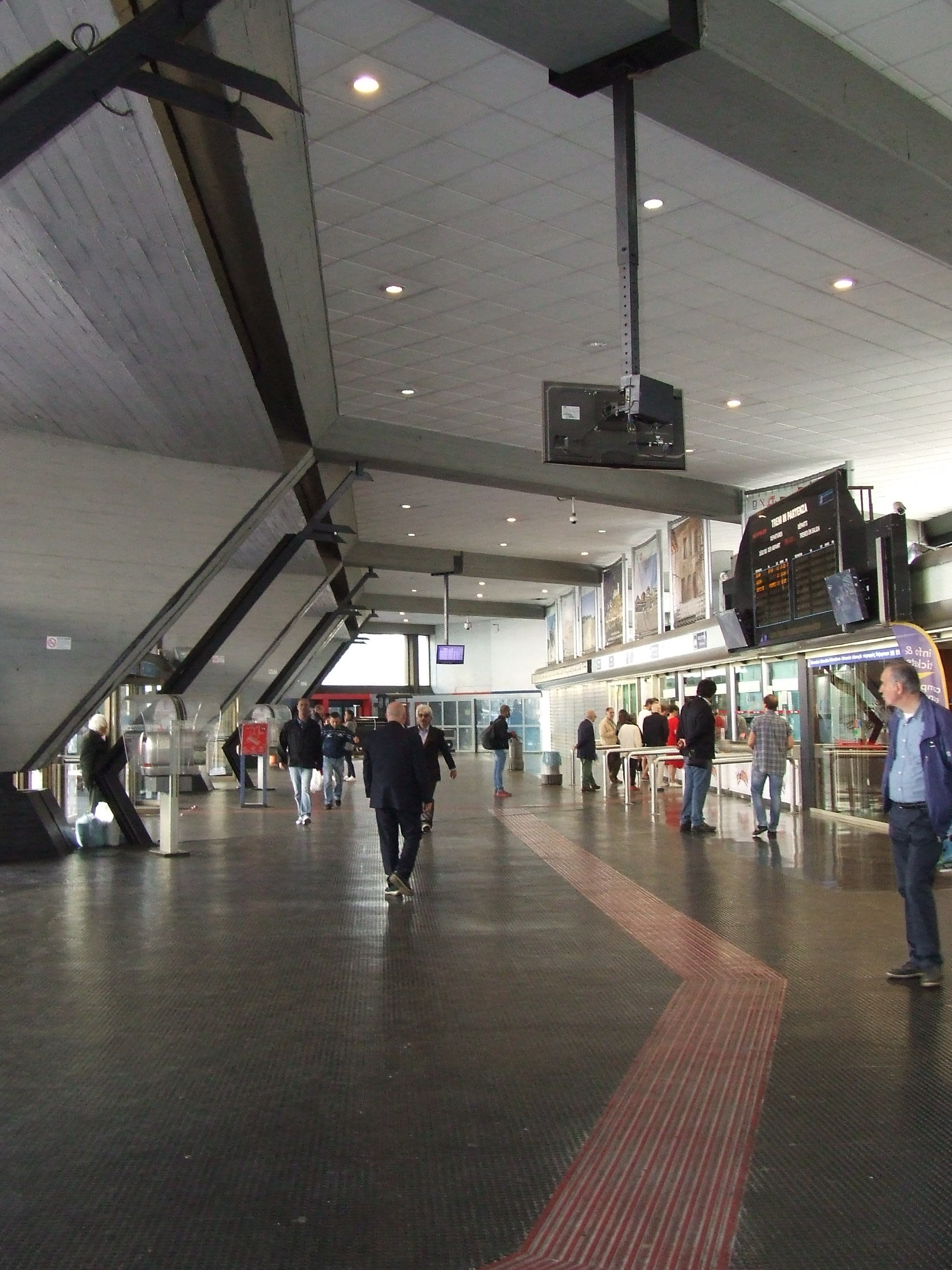
Atrio

Il piano delle banchine è rialzato di qualche decina di centimetri, con copertura in calcestruzzo sorretta da pilastri dello stesso materiale. L'edificio della stazione è più rientrato rispetto al precedente e l'area dapprima occupata dal fabbricato viaggiatori è ora adibita a parcheggio terminale dei bus dell'EAV.

## Movimento
La stazione di Napoli Porta Nolana è il capolinea dell'intera rete della Circumvesuviana: vi partono i treni per Sorrento, Baiano, Poggiomarino, San Giorgio a Cremano, Torre del Greco, Acerra, Pomigliano d'Arco e Sarno..

## Servizi
La stazione dispone di:
- Biglietteria automatica
- Sala d'attesa
- Servizi igienici
- Bar